# ライブシングルコレクション!
ライブシングルコレクション!は、日本のJ-POPグループであるET-KINGのメジャー7枚目の衛映像DVDでライブDVD。発売元はユニバーサルミュージック 。

## 概要
2012年8月22日、大阪・なんばHatchでのET-KINGのライブを収録したDVD。
メジャー・デビューシングル「ドーナッツ」から16thシングル「男は気持ちを伝えたい」までを年代順に演奏。

## 収録曲
1. ドーナッツ
2. 夏大盛り 2008
3. Beautiful Life
4. 愛しい人へ
5. ギフト
6. 晴レルヤ
7. さよならまたな
8. ふたりの歌
9. HERO(ヒーローになる時、それは今)(スペシャル・ライブ・バージョン)
10. ヤッターマンの歌(スペシャル・ライブ・バージョン)
11. 今
12. 君想う花
13. 新恋愛
14. サクラサク
15. はじまりの言葉 feat.千秋
16. PRIDE ～君がくれたもの～
17. 情熱のランナー(スペシャル・ライブ・バージョン)
18. 約束
19. mother
20. キラッ☆サマー
21. 男は気持ちを伝えたい